# Йонко Вапцаров
Иван (Йонко) Николов Проданичин, известен като Вапцаров или Вапцара, както и с псевдонима Белоречки, е български революционер, разложки войвода на Вътрешната македоно-одринска революционна организация.

## Биография
Йонко Вапцаров е роден през 1880 година в Банско, тогава в Османската империя. Баща му Никола Проданичин е убит от турски конвой през 1905 година на път за Солун в местността Свети Георги край Банско заедно с Борис Тодев и Милан Колчагов. Йонко Вапцаров завършва 6 клас в Банско и се включва във ВМОРО през 1896 година. Става секретар на разложкия околийски революционен комитет в Банско. През 1901 година участва в обезоръжаването на върховиста дядо поп Найден в село Сърбиново заедно с Яне Сандански. Участва в аферата „Мис Стоун“. През 1902 година става войвода на чета в родния си край. След Илинденско-Преображенското въстание през 1903 година е арестуван и лежи в затвор в Солун. След Младотурската революция през 1908 година е освободен.
По време на Балканската война е войвода на чета на Македоно-одринското опълчение. Сборната чета на Иван Вапцаров, Христо Чернопеев, Пейо Яворов и Лазар Колчагов освобождава Банско, Мехомия и Кавала. По-късно Вапцаров служи в Несторевата рота на 13-а кукушка дружина.
| Чета на МОО с командир Йонко Вапцаров | Чета на МОО с командир Йонко Вапцаров | Чета на МОО с командир Йонко Вапцаров | Чета на МОО с командир Йонко Вапцаров | Чета на МОО с командир Йонко Вапцаров | Чета на МОО с командир Йонко Вапцаров |
| Номер                                 | Име                                   | Години                                | Околия                                | Селище                                | Бележки                               |
| ------------------------------------- | ------------------------------------- | ------------------------------------- | ------------------------------------- | ------------------------------------- | ------------------------------------- |
|                                       | Борис Голев                           | 35                                    | Разложко                              | Банско                                | Загинал през Първата световна война.  |
|                                       | Димитър Ат. Ангелов                   | 37                                    | Разложко                              | Добринища                             |                                       |
|                                       | Иван Г. Ангелов                       | 38                                    | Разложко                              | Бачево                                |                                       |
|                                       | Иван Арсенов                          | 30                                    | Разложко                              | Бачево                                |                                       |
|                                       | Костадин Ив. Хаджирадонов             | 27 (28)                               | Разложко                              | Банско                                |                                       |
|                                       | Миле Н. Колчагов                      | 39                                    | Разложко                              | Банско                                |                                       |
|                                       | Милош Т. Колчагов                     | 30                                    | Разложко                              | Банско                                |                                       |
|                                       | Нико Досев Аламинов                   | 45                                    | Разложко                              | Годлево                               |                                       |
|                                       | Никола Г. Мацин                       | 20                                    | Разложко                              | Добринища                             |                                       |
|                                       | Никола Т. Бакалов                     | 23                                    | Разложко                              | Якоруда                               | кръст „За храброст“ ІV                |
|                                       | Павле Андреев                         | 48                                    | Мелнишко                              | Белица                                |                                       |
|                                       | Тоше К. Колчагов                      | 38                                    | Разложко                              | Банско                                |                                       |

Веднага след освобождението на родния си край през 1912 година става околийски началник на Разложка околия. Йонко Вапцаров, вече областен ръководител на ВМОРО, завързва лично приятелство с цар Фердинанд I, като няколко пъти си гостуват един на друг. Йонко Вапцаров отива в Цариград през 1916 година, за да уреди имотни въпроси на Фердинанд. На 13 октомври 1917 година в дома на Йонко Вапцаров, на път за Солунския фронт, пренощуват Кайзер Вилхелм II и Цар Фердинанд I. Добри отношения Йонко Вапцаров поддържа и с Цар Борис III.
След Първата световна война Иван Вапцаров участва във възстановяването на ВМРО. В 1921 година е избран за помощник-кмет на Банско. Към 1926 година е пълномощник на ЦК на ВМРО и получава заплата в размер 4500 лева. При разцеплението на ВМРО е на страната на десницата, но след убийството на Александър Протогеров през 1928 година влиза в конфликт с Иван Михайлов и през пролетта на 1929 година михайловисти правят опит за убийството на Вапцаров, който след това се установява в Ню Йорк при роднини. Завръща се в България през 1930 г., а през 1933 година е отвлечен от михайловистка чета, но е освободен след Деветнадесетомайския преврат в 1934 година.
Йонко Вапцаров умира през 1939 година в София. Баща е на комунистическите активисти Никола Вапцаров, Райна Вапцарова и Борис Вапцаров.
Къщата, в която Йонко е живял със семейството си в Банско, днес функционира като музей, посветен на живота и делото на сина на Йонко – поета Никола Вапцаров.